# Denver, South Park and Pacific Railroad
Denver, South Park and Pacific Railroad var en smalspårig (914 mm) järnväg i delstaten Colorado i västra USA. Den trafikerade stora delar av Colorados gruvdistrikt under guldrushen och silverboomen i slutet av 18-talet.
Järnvägen fick sitt namn efter huvudlinjen som gick från Denver upp genom Platte Canyon och över grässlätten South Park till staden Como. 
Under sina glansdagar hade  Denver, South Park and Pacific Railroad ett järnvägsnät på 540 kilometer och var därmed den största smalspåriga järnvägen i Colorado.

## Historik
Bolaget grundades år 1872 av Colorado guvernören John Evans och köptes upp av Union Pacific Railway år 1880, men drevs som ett eget bolag. Efter en konkurs år 1889 bytte järnvägen namn till Denver, Leadville and Gunnison Railway. och efter Union Pacifics konkurs år 1893, såldes den till Colorado and Southern Railway. De flesta spåren revs upp 
eller byggdes om till  normalspår (1 435 mm) under första hälften av 1900-talet och det sista smalspåriga tåget lämnade staden Como den 11 april  1937. 
En del av den normalspåriga linjen mellan Leadville och Climax används idag (2019) som museijärnväg under namnet Leadville, Colorado and Southern Railroad. 

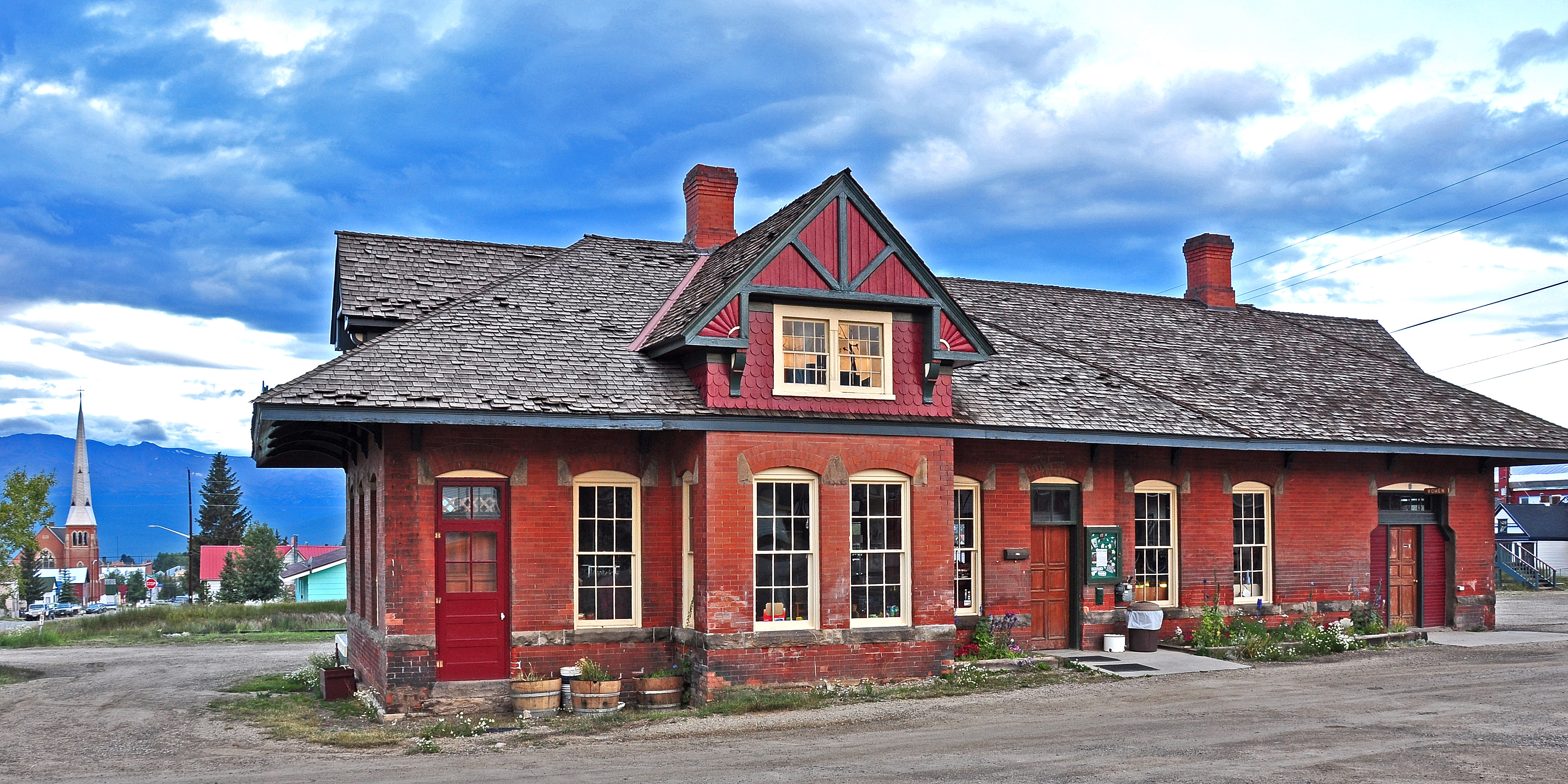
Leadville station efter renovering
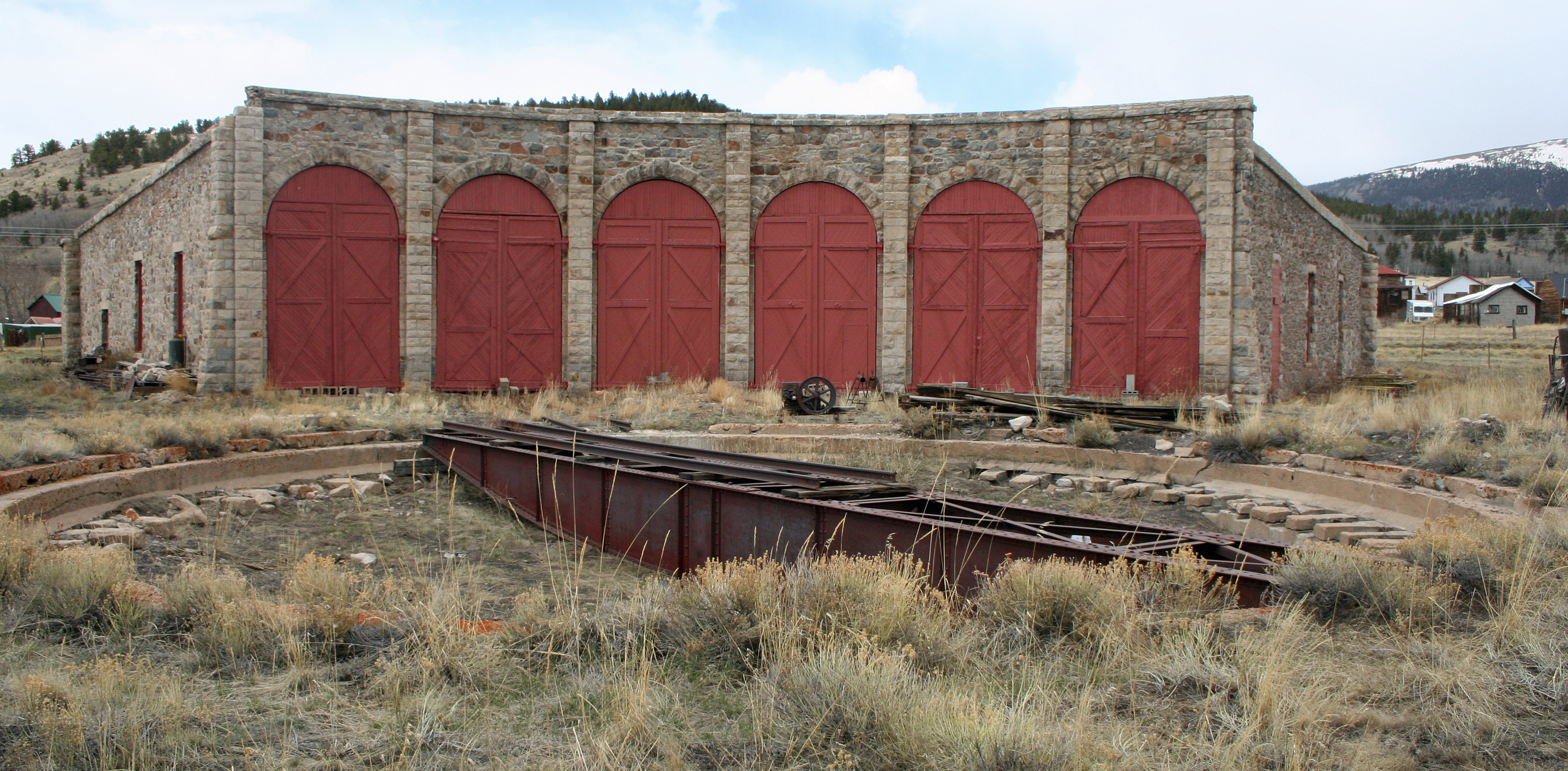
Lokstallet i Como
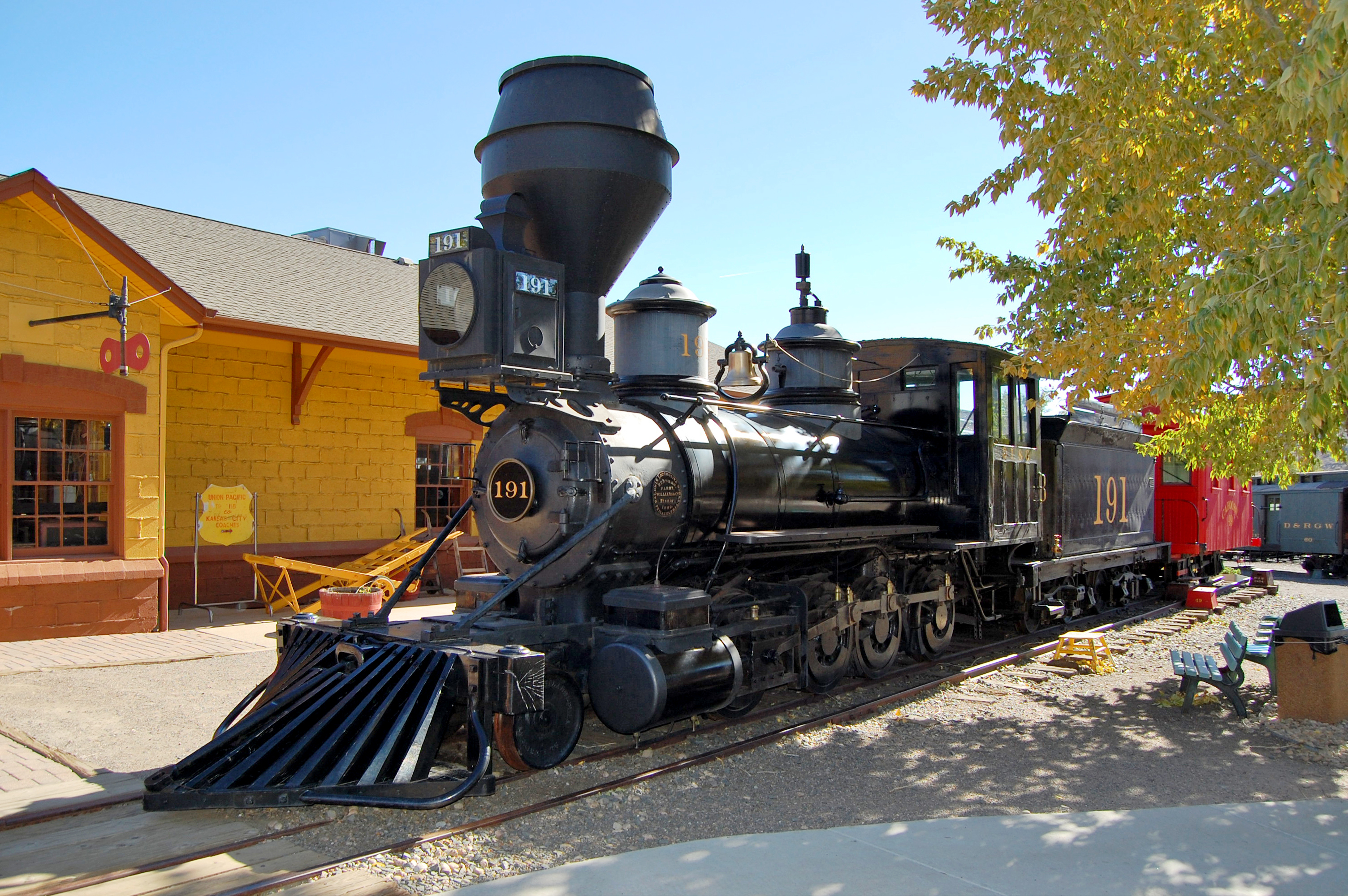
Ett lok på friluftsmuseet South Park City i Fairplay

## Linjenät

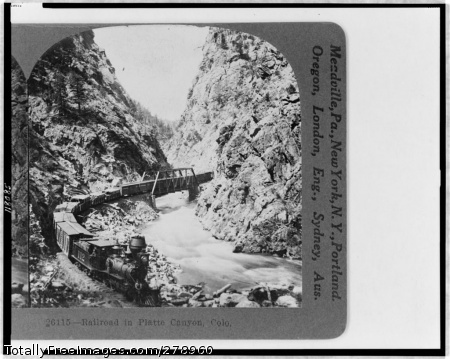
Järnväg genom Platte Canyon, cirka 1923

Huvudlinjen gick från Union Station i Denver genom Platte Canyon längs floden South Platte River till staden South Platte och följde sedan bifloden  North Fork of the South Platte genom städerna Buffalo Creek och Bailey. Efter Bailey gick järnvägen längs norra delen av bergskedjan Tarryall Mountains till staden Como och över grässlätten South Park till staden Garo där ett stickspår gick norrut till städerna Fairplay och Alma. Huvudlinjen fortsatte över Trout Creek Pass och södra delen av bergskedjan Sawatch Range och  genom en tunnel till Pitkin och Gunnison. Ett stickspår väster om Trout Creek Pass gick till staden Buena Vista. Huvudlinjen mellan Denver och Gunnison var cirka 335 kilometer lång.
En sidolinje gick från Como över Boreas Pass till  Breckenridge, Dillon, Keystone och Frisco. Den gick tillbaka över Klippiga bergen genom Freemont Pass till Climax och slutade i Leadville. Det var den enda järnvägslinjen som korsade den Nordamerikanska vattendelaren två gånger.
En 11 kilometer lång  sidolinje gick från en punkt på huvudlinjen huvudlinjen, 14,5 kilometer söder om Denver, till Morrison. Sträckan, som var den första som byggdes, togs i drift 3 juli 1874.